# 東京都交通局320形電車
東京都交通局320形電車（とうきょうとこうつうきょく320がたでんしゃ）は、東京都交通局のAGT（新交通システム）である日暮里・舎人ライナー用の車両。輸送力増強による列車増発のために、第1編成である21編成は、2017年に新潟トランシスで製造された。車両の外観などは、同じステンレス鋼製で従来車両の300形に準拠しているが先頭形状やカラーリングを変更し、斬新さ・ダイナミックさを強調している。
1編成（5両）の製造費用は5億500万円（消費税抜・2016年度）である。

## 概要

### 車体
車体は2015年製の330形と異なりステンレス鋼製であり、軽量化が要請されている現状（後述）を踏まえ、内骨などにアルミ材を用いるほか、随所に軽量化策を盛り込み、強度を確保しつつ軽量化を図った構造としており、300形と比べ、1両あたり約1tという大幅な軽量化を図っている。客室扉は、1両あたり片側2か所の外吊り式両開き戸としており、車内側には予告開閉ランプが取り付けられている。先頭車前面の下部には、LED式の前照灯と尾灯を配置するとともに、前部標識灯下部にはアイライン灯を設置している。側窓は、熱線吸収UVカットガラスが採用されている。荒川と隅田川の水辺と自然環境に恵まれた緑豊かな街を反映したエメラルドグリーンのラインを入れて爽やかな印象を与えるとともに、側面窓周りはブラックアウト処理を行い、車体全体を落ち着かせる引き締まったデザインとしている。

### 主要機器
制御装置は、300形・330形と同じくVVVFインバータ制御装置を採用しており、コンバータ装置とVVVFインバータ装置を1つのユニットにまとめた主変換装置（CI装置）により誘導電動機を制御している。また、5両編成すべてが電動車となっている。

### 台車
台車は4案内輪車軸ステアリング方式としており、1車両に電動台車と付随台車を装備する。

### 車内装備
300形は混雑時に重量超過となる懸念から、限界以上の乗車ができないよう立席スペースを狭くする方針であり、当初はオールクロスシート、その後一部ロングシート化を行い若干の立席スペースの増加を図ったものの、前述の理由からこれ以上の定員増はできない状況である。320形は330形に引き続き車体を大幅に軽量化し、その軽量化分を定員増に振り向けることでオールロングシート化を実現している。客室内では330形と同様荷棚の新設とつり手の増設が行われ、客室の照明には面発光LED式照明が採用されており、客室扉上部には、15インチの2画面カラー液晶ディスプレイを千鳥式に1両あたり2か所に設置されている。
ロングシートの腰掛にはバケットタイプを採用しており、一般席の背ずりはブルーとし、優先席はイエローとしている。車椅子・ベビーカーのためのフリースペースは中間車の320-3形に2か所設置されている。

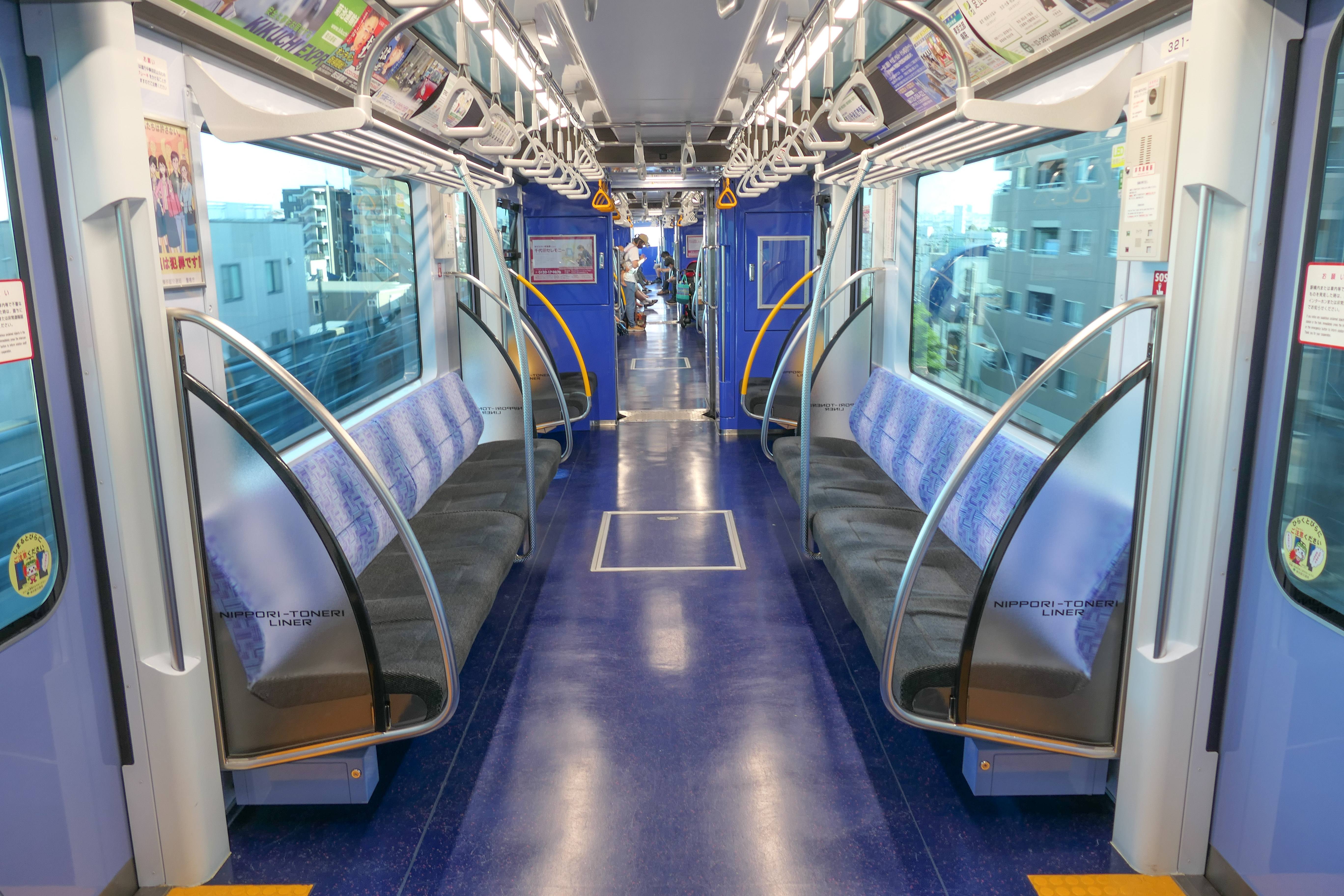
車内全景
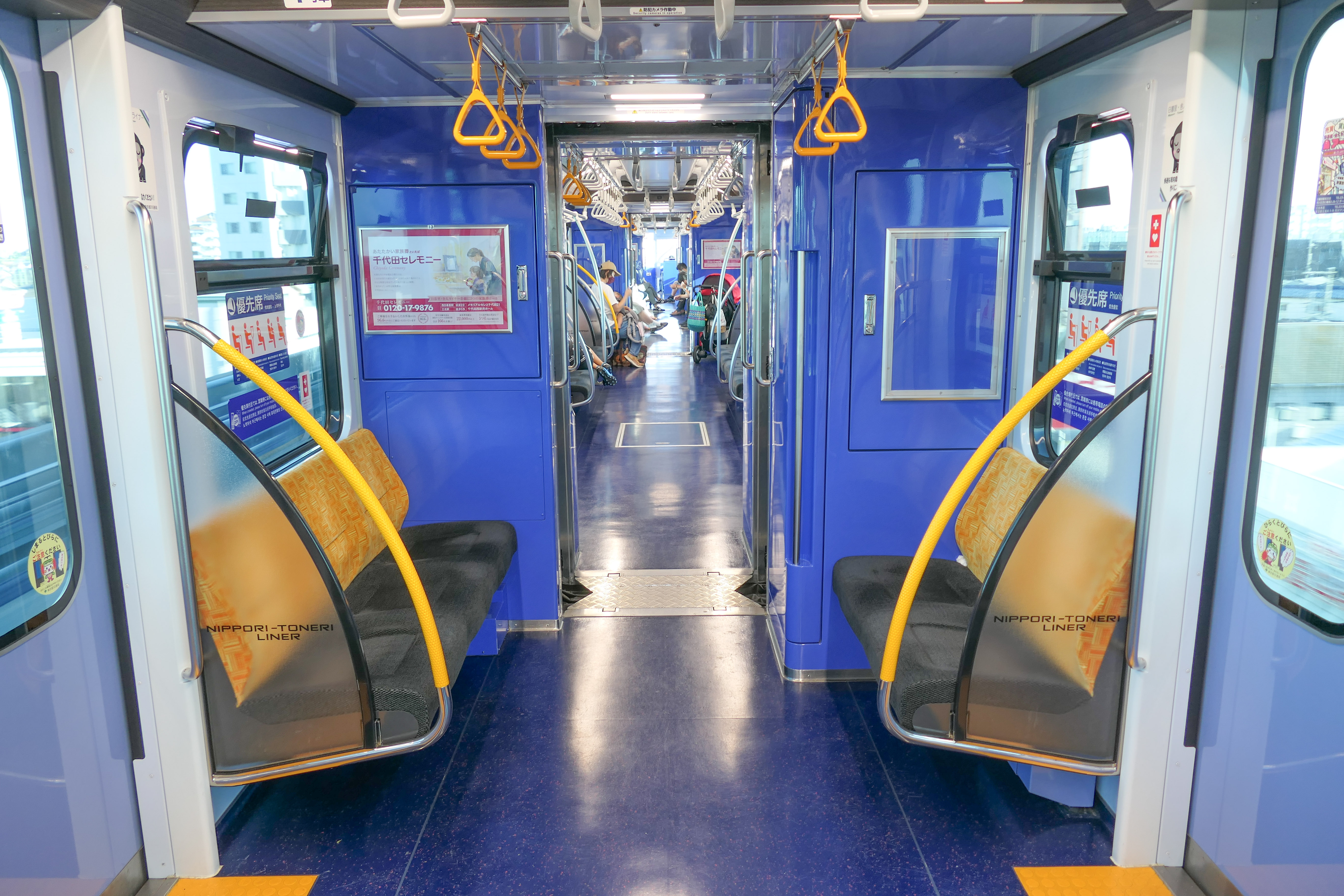
優先席
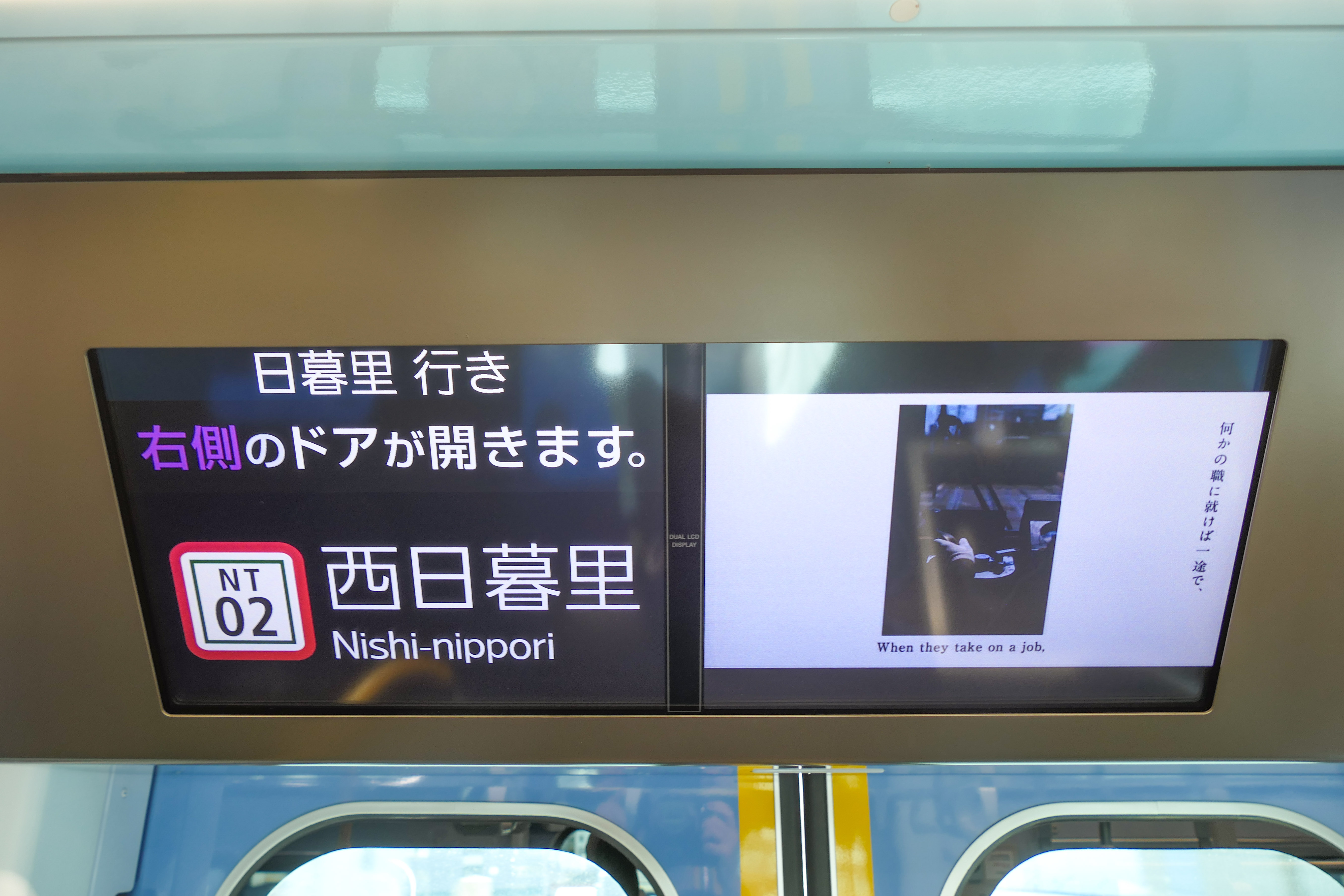
液晶ディスプレイ

## 編成表
|          | ← 日暮里見沼代親水公園 → |                |                |                |                     |
| 形式     | 320-1形 （Mc2）          | 320-2形 （M1） | 320-3形 （M1） | 320-4形 （M1） | 320-5形 （Mc2）     |
| 機器配置 | CP,BT,ARf TA1,TA2×2      | CI             | CI             | CI,TA2         | CP,BT,ARf TA1,TA2×2 |

凡例
- CI：主変換装置
CP：空気圧縮機
BT：蓄電池
ARf：整流装置、TA1：単相変圧器（交流100V）、TA2：補助変圧器（交流200V）

## その他
- 21編成の車内に貼られた車両編成ステッカーにはゴリラのイラストが描かれている。
- その後の300形置換えでの入札では三菱重工業が落札し、330形での置換えとなったため、当形式は1編成のみの製造に留まっている。